# Jürgen von Kempski
Jürgen von Kempski Rakoszyn (* 20. Mai 1910 in Osnabrück; † 11. Oktober 1998 in Berlin) war ein deutscher Jurist, Philosoph und Sozialwissenschaftler.

## Leben
Jürgen von Kempski studierte von 1930 bis 1935 Jura, Mathematik, Philosophie und Wirtschaftswissenschaften in Freiburg und Berlin, unter anderem bei Martin Heidegger und Carl Schmitt, ohne einen akademischen Abschluss zu erwerben. Bis 1939 lebte er als freier Schriftsteller und war von 1939 bis 1945 Referent für Völkerrecht am Deutschen Institut für außenpolitische Forschung, dessen Aufgabe es war, die Außenpolitik des nationalsozialistischen Deutschlands publizistisch zu unterstützen. Von Kempski, der selbst kein überzeugter Nationalsozialist war, veröffentlichte in diesem Rahmen die Broschüren Griechenlands Weg in den Weltkrieg und Der Überfall auf Kopenhagen 1807 (beide 1940). Nach dem Zweiten Weltkrieg lebte er als Privatgelehrter und Übersetzer. Seit 1947 gab er das Archiv für Philosophie heraus, das bis 1964 erschien. 1950 gehörte er zusammen mit Hans Hermes und Arnold Schmidt zu den Mitbegründern des „Archivs für Mathematische Logik und Grundlagen der Mathematik“. 1951 wurde er von Theodor W. Adorno mit einer Arbeit über Charles Sanders Peirce – der frühesten deutschsprachigen Abhandlung zu dem amerikanischen Philosophen – promoviert. Nach verschiedenen Lehraufträgen erhielt er 1973 eine Honorarprofessur für Wissenschaftstheorie und Wissenschaftsgeschichte an der Ruhr-Universität Bochum, die er bis 1988 innehatte.

## Werk
Von Kempskis wissenschaftliches Werk, das gesammelt in den drei Bänden seiner 1992 bei Suhrkamp erschienenen Schriften vorliegt, ist sehr vielfältig und umfasst u. a. Fragen der Philosophie und ihrer Geschichte, Relationenlogik, Handlungstheorie, Theorie der Ordnung und ihre Anwendung auf Wirtschafts- und Rechtswissenschaft. Zu seinen Bestrebungen gehörte es, einen Handlungsbegriff zu formulieren, der eine mathematische Formalisierung zulässt und so eine Integration der Sozialwissenschaften mit der Wirtschaftswissenschaft erlaubt. Von Kempskis Position lässt sich keiner Schule zuordnen. Bemerkenswert ist sowohl seine frühe Aufmerksamkeit für mathematische Logik, die ihn mit dem Kreis um Heinrich Scholz verband (Kempski gab 1940 die kurzlebigen Frege-Studien. Schriften zur Grundlagenforschung und zur Geschichte der Logik heraus), für amerikanische Philosophen (Peirce, Wilfrid Sellars), die erst Jahre oder Jahrzehnte nach von Kempskis ersten Hinweisen größere Aufmerksamkeit in Deutschland fanden, sowie sein Interesse für nahezu vergessene deutsche Philosophen des 19. Jahrhunderts jenseits von Lebensphilosophie und Neukantianismus wie Friedrich Ueberweg, der sonst meist nur als Philosophiehistoriker wahrgenommen wird.

## Veröffentlichungen (Auswahl)
- Grundlegung zu einer Strukturtheorie des Rechts (= Akademie der Wissenschaften und der Literatur. Abhandlungen der geistes- und sozialwissenschaftlichen Klasse. Jahrgang 1961, Nr. 2).
- Brechungen – Kritische Versuche zur Philosophie der Gegenwart (= Schriften. Band 1). Suhrkamp, Frankfurt am Main 1991, ISBN 978-3-518-28522-0.
- Prinzipien der Wirklichkeit (= Schriften. Band 3). Herausgegeben von Achim Eschbach. Suhrkamp, Frankfurt am Main 1991, ISBN 978-3-518-28524-4.